# Moord

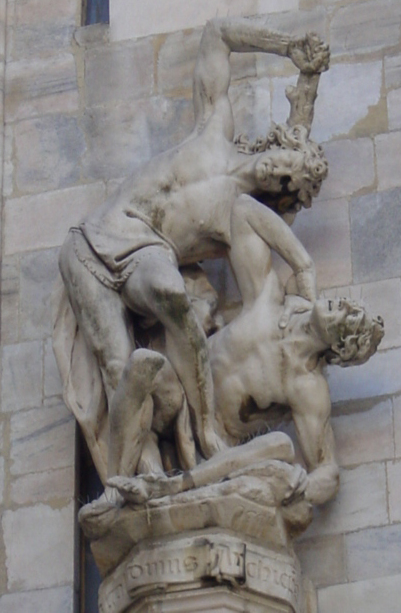
Kaïn vermoordt Abel, beeld bij de dom van Milaan

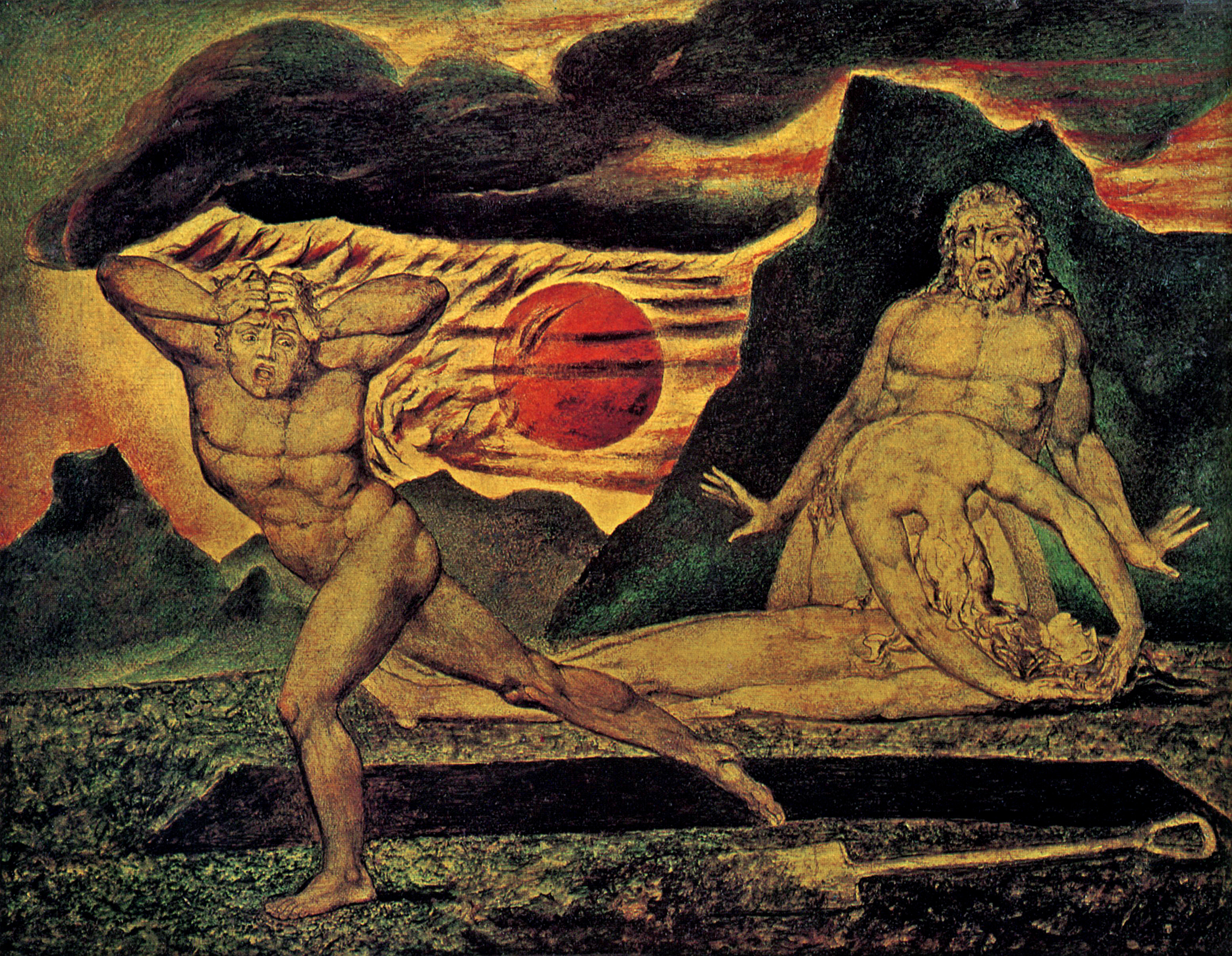
Idem, schilderij van William Blake

Moord is het op onwettige wijze opzettelijk beëindigen van het leven van een ander, waarbij een strafverzwarend element aanwezig is.
In onder meer het Belgische, Nederlandse en Surinaamse recht is dat strafverzwarende element de zogeheten voorbedachten rade. In deze rechtssystemen wordt een moord per definitie met voorbedachten rade gepleegd en is de vaak gebruikte term "moord met voorbedachte(n) rade" dus een pleonasme. Indien iemand in een opwelling wordt gedood, wordt dit doodslag genoemd.
In andere rechtssystemen kunnen andere elementen een rol spelen. Zo speelt in Duitsland voorbedachtheid geen rol, maar maken onder meer motief en gebruikte methode het verschil.
Het komt verder voor dat ook andere vormen van levensbeëindiging 'moord' genoemd worden, maar dat er verschillende gradaties onderscheiden worden – een onderscheid dat in België, Nederland en Suriname niet gemaakt wordt.

## Mondiaal
Het fenomeen "moord" is wereldwijd verspreid. Uit elk land worden moorden gerapporteerd.
Verhoudingsgewijs worden de meeste moorden gepleegd in Honduras. In 2012 werden daar 7172 moorden gepleegd, hetgeen neerkomt op 90,4 moorden per 100.000 inwoners. In heel Zuid- en (in mindere mate) Midden-Amerika zijn de cijfers hoog; Venezuela staat tweede (53,7 moorden per 100.000 inwoners) en Belize is het derde land (44,7 moorden per 100.000 inwoners) op deze ranglijst. Enkele factoren die hierbij als oorzaak gezien worden zijn de sociale ongelijkheid en de relatief jonge bevolking. Daarnaast stelt men vast dat in deze gebieden ook andere vormen van criminaliteit en agressie vaak voorkomen.
Het aantal moorden in België en Nederland is verhoudingsgewijs laag met respectievelijk 1,6 en 0,9 moorden per 100.000 inwoners (2012).

## Juridisch
Alle rechtssystemen, zowel vroeger als nu, beschouwen moord als een zeer ernstige zaak en leggen daarvoor een zware straf op. Het begrip moord wordt onderscheiden van:
- Dood door schuld: als iemand om het leven komt door verwijtbaar gedrag of nalatigheid, waarbij de dader niet bedoelde te doden;
- doodslag: het opzettelijk doden van iemand zonder voorbedachten rade;
- gekwalificeerde doodslag: dit is doodslag gecombineerd met een ander misdrijf (bijvoorbeeld een beroving);
- zelfmoord, suïcide of zelfdoding: als iemand zichzelf van het leven berooft;
- het doden uit noodweer (disproportionele noodweer is strafbaar, behalve indien direct volgend op een (poging tot) aanranding van lijf, eerbaarheid of goed, in welk geval de regelgeving omtrent noodweerexces een rol kan spelen);
- Strafbare euthanasie of hulp bij zelfdoding, waarbij niet aan zorgvuldigheidsvereisten is voldaan;
- het doden op wettige wijze, zoals door de politie, door soldaten in een oorlog of bij het voltrekken van een door een rechter opgelegde doodstraf, maar ook euthanasie.

Het onderscheid tussen, en de reikwijdte van, deze uitzonderingen is niet altijd duidelijk. Het komt bij een rechtszaak regelmatig voor dat aanklager en verdediging het oneens zijn over het feit of er sprake was van moord of van doodslag. In de zaak tegen Armin Meiwes speelde het probleem dat diens slachtoffer zich vrijwillig aan hem had aangeboden, waarvan diens verdediging gebruik maakte door voor strafbare euthanasie te pleiten, waar uiteraard lagere straffen op staan. Meiwes werd uiteindelijk in hoger beroep tot levenslange gevangenisstraf wegens moord met voorbedachte rade veroordeeld, omdat de daad van tevoren was gepland en omdat ondanks de vrijwilligheid Meiwes had moeten weten dat diens slachtoffer Bernd Brandes psychische problemen had, en Brandes bovendien een grote dosis slaappillen en een fles hoesdrank had genuttigd.
Het voltrekken van de doodstraf na een rechtszaak waar onvoldoende bewijs geleverd is, zal door veel mensen als moord worden beschouwd. Datzelfde geldt ook als iemand ter dood gebracht wordt zonder dat er een rechtszaak plaats heeft gevonden (standrechtelijke executie). Daarentegen werden de liquidaties door het Nederlands verzet in de Tweede Wereldoorlog vaak niet als moord beschouwd na de bevrijding.

## Overige vormen van moord
Iemand die ten minste drie slachtoffers op verschillende tijdstippen doodt wordt een seriemoordenaar genoemd. Vaak doden seriemoordenaars hun slachtoffers op vergelijkbare wijze. Iemand die meerdere mensen tegelijk met voorbedachten rade van het leven berooft, is een massamoordenaar.
Wanneer een moord vanuit seksuele motieven wordt gepleegd, wordt gesproken van een lustmoord. Een roofmoord is een moord die wordt gepleegd met als doel het slachtoffer te bestelen. Een moord op een vrouw of meisje vanwege haar geslacht, wordt een vrouwenmoord of femicide genoemd.
Moorden die een erg stiekem of verraderlijk karakter hebben, noemt men ook wel sluipmoorden.
| Wet(boek)    | Strafrecht |
| Artikel      | 289 |
| Omschrijving | Hij die opzettelijk en met voorbedachten rade een ander van het leven berooft, wordt, als schuldig aan moord, gestraft met levenslange gevangenisstraf of tijdelijke van ten hoogste dertig jaren of geldboete van de vijfde categorie. |

| Wet(boek)    | Strafrecht BES |
| Artikel      | 302 |
| Omschrijving | Hij die opzettelijk en met voorbedachten rade een ander van het leven berooft, wordt als schuldig aan moord, gestraft met levenslange gevangenisstraf of tijdelijke van ten hoogste vier en twintig jaren. |

| Wet(boek)    | Strafwetboek                                                                                        |
| Artikel      | 394                                                                                                 |
| Omschrijving | Doodslag met voorbedachten rade wordt moord genoemd. Hij wordt gestraft met levenslange opsluiting. |

| Wet(boek)    | Strafrecht |
| Artikel      | 349 |
| Omschrijving | Hij die opzettelijk en met voorbedachten rade een ander van het leven berooft, wordt, als schuldig aan moord, gestraft met de doodstraf, met levenslange gevangenisstraf of tijdelijke van ten hoogste twintig jaren. |

## Moord in de late middeleeuwen
Wanneer laatmiddeleeuwse auteurs in hun teksten het begrip ‘moord’ gebruiken, bedoelen ze iets anders dan wij in de huidige tijd onder dit begrip verstaan. Het verschil tussen moord en doodslag werd in bijna heel middeleeuws Europa bepaald door de openbaarheid van de daad. Moord was niet zoals tegenwoordig het opzettelijk doden met voorbedachten rade, moord was verbonden met het begrip heimelijkheid.
De middeleeuwse moord was de doodslag waarvoor de dader niet openlijk uitkwam, of waarvan de dader zich niet binnen een bepaalde termijn bekend had gemaakt. Indien iemand op een gruwelijke wijze om het leven was gebracht, dan bleef men dit beschouwen als doodslag als dit misdrijf openlijk was gepleegd, de dader op heterdaad was betrapt of wanneer hij de daad openlijk erkende.

## Politieke moord
Een bijzondere groep moorden vormt de politieke moord. Bekende voorbeelden zijn de moorden op Julius Caesar (Rome, 44 v.Chr.), Thomas Becket (Engeland, 1170), Lodewijk I (Frankrijk, 1407), Jean-Paul Marat (Frankrijk, 1793), Abraham Lincoln (Verenigde Staten, 1865), Alexander II (Rusland, 1881), John F. Kennedy (Verenigde Staten, 1963), Aldo Moro (Italië, 1978), Anwar Sadat (Egypte, 1981), Indira Gandhi (India, 1984), Olof Palme (Zweden, 1986), André Cools (België, 1991), Yitzhak Rabin (Israël, 1995), Pim Fortuyn (Nederland, 2002), Walter Lübcke (Duitsland, 2019), Jovenel Moïse (Haïti, 2021) en Shinzo Abe (Japan, 2022).
De moord op aartshertog Frans Ferdinand van Oostenrijk-Este (Servië, 1914) vormde de aanleiding tot de Eerste Wereldoorlog.
Soms heeft een politieke moord een averechts effect. Zo werd door de moord op Willem van Oranje in 1584 de Nederlandse Opstand tegen Filips II van Spanje niet gebroken. Integendeel: nu had men een martelaar.
Pogingen tot moord op een dictator kwamen veelvuldig voor, zoals bij Napoleon Bonaparte en Adolf Hitler, maar ook bij democratisch verkozen presidenten zoals Ronald Reagan van de Verenigde Staten of Hamid Karzai van Afghanistan.

## Moord-zelfmoord
Soms pleegt de moordenaar na (of zelfs tijdens) zijn daad zelfmoord ("moord-zelfmoord", "moord-zelfdoding"). Een verschil met andere moorden is uiteraard dat er geen ondervraging en juridische vervolging van de dader plaatsvindt. Dit kan ook het achterhalen van het motief bemoeilijken.
Een moord-zelfmoord komt vaak voor bij familie- of gezinsmoorden en zelfmoordaanslagen, en soms ook bij spreekilling of zelfmoordpacts. In het laatste geval wordt de moord met toestemming van het slachtoffer gepleegd.

## Dagelijks taalgebruik
In het dagelijks taalgebruik wordt het werkwoord vermoorden (het plegen van een moord) niet altijd op dezelfde manier gebruikt. Soms wordt het ook gebruikt in een context die volgens de juridische betekenis van het begrip moord strikt genomen niet juist is. Zo wordt ook het doden van dieren, zeker als dat op een brute of sadistische wijze geschiedt, vaak moord genoemd.

## Overdrachtelijke zin
In overdrachtelijke zin wordt het woord 'moord' wel gebruikt in de samenstelling 'karaktermoord', waarbij er dus geen dode valt maar er wel een persoonlijk karakter zodanig in een ander daglicht wordt geplaatst dat het afbreuk doet aan het eigenlijke, oorspronkelijke karakter; vergelijkbaar met demonisering.
Koolmonoxide wordt onder chemici ook wel aangeduid als "sluipmoordenaar" omdat men er makkelijk mee in aanraking kan komen, het gas reukloos is, en men vaak minimale of geen symptomen heeft voor het te laat is.